# リバージー郡
リバージー郡（リバージーぐん、英語: River Gee County）は西アフリカのリベリア共和国の15ある郡（County）の中の1つ。リベリア南東部にあり、隣国コートジボワールと国境を接している。面積は 5,110平方キロメートル、人口は 124,653人（2022年国勢調査）。中心地はフィッシュタウン。
2000年6月にグランドゲデ郡から分離して出来た郡である。

## 隣接行政区画
- メリーランド郡
- グランドクル郡
- シノエ郡
- グランドゲデ郡
- 低サッサンドラ地方

## 下位行政区画
リバージー郡は2つの地区（District）に分かれている。
- グビーポ地区（Gbeapo District）
- ウェブボ地区（Webbo District）